# La Fanfarlo

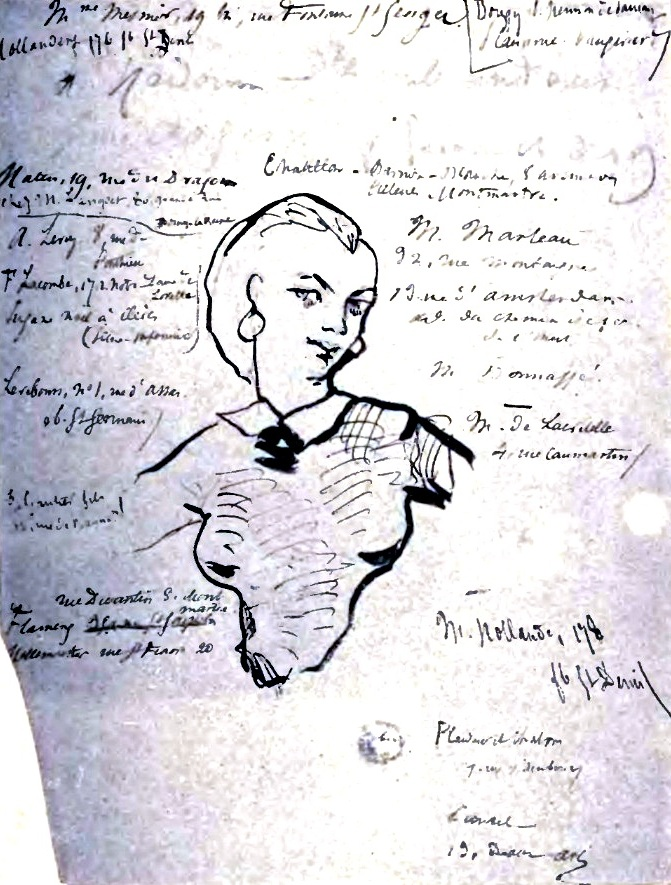
Jeanne Duval, Zeichnung von Charles Baudelaire

Die autobiografische Novelle La Fanfarlo des französischen Dichters Charles-Pierre Baudelaire (1821–1867) erschien 1847 und thematisiert die Liebesbeziehung von Baudelaire zu seiner Muse Jeanne Duval (um 1820 bis 1862). Baudelaire lernte die Schauspielerin und Tänzerin 1842 kennen. Eine Analyse von Rüdiger Görner verdeutlicht, dass die Erzählfigur der Fanfarlo v. a. der berühmten Tänzerin Fanny Elßler nachgebildet ist. Görner verweist zudem auf Bezüge des Novellentextes zu Théophile Gautiers Tanzkritiken und Gedanken über das Prinzip l’art pour l’art.

## Handlung
Der junge Poet Samuel Cramer trifft auf einem Spaziergang im Jardin du Luxembourg Madame de Cosmelly, eine Freundin aus Jugendtagen. Sie hatte als junges, unerfahrenes Mädchen den Erstbesten geheiratet, der um ihre Hand angehalten hatte. Sie vertraut Cramer an, dass sie über ihre Ehe enttäuscht ist und ihren Ehemann in Verdacht hat, sie mit einer anderen Frau zu betrügen. Cramer verspricht, der Sache nachzugehen, verliebt sich aber nun selbst in die verführerische Fanfarlo.

## Textausgaben
Nachdem La Revue de Paris es abgelehnt hatte, die Novelle zu drucken, erschien sie im Januar 1847, herausgegeben von Charles Asselineau, im Bulletin de la Société des Gens de Lettres
- La Fanfarlo avec neuf dessins de Baudelaire, dont un inédit. Bayeux: Babel librairie 1928. (Editions de la Sirène.)
- Œuvres complètes de Baudelaire. Édition de Claude Pichois. Nouvelle éd. Bd 1. Paris: Gallimard 1975. S. 1413–1417. (Bibliothèque de la Pléiade).

Kritische Ausgabe.
Deutsche Übersetzungen
- Die Fanfarlo. Deutsch von Hans Kauders. München: Rech 1923.
- Die Fanfarlo. Übers. Terese Robinson. München: Georg Müller 1925.[1]

Neuausgabe Dresden: Mons Verlag 2016. ISBN 978-3-946368-37-3
- Die Fanfarlo.  Übertragung von Walter Fabian. Herrliberg-Zürich: Bühl 1948.
- Die Tänzerin Fanfarlo und der Spleen von Paris. Prosadichtungen. Aus dem Französischen von Walther Küchler. Zürich: Diogenes 1977. (Diogenes-Taschenbuch 144).